# Claude Delécluse
Pour les articles homonymes, voir Delécluse.
Claude Delécluse, née Édith Marie Louise Delécluse, est une parolière française née le 28 octobre 1920 à Champagney et morte le 24 janvier 2011 à Ivry-sur-Seine.
Elle a signé notamment des chansons d'Édith Piaf, Jean Ferrat, Juliette Gréco, Isabelle Aubret, Léo Ferré, Fabienne Thibeault et Hugues Aufray.

## Biographie

### Compositions
Après avoir travaillé dans un premier temps auprès d’Édith Piaf, durant les années 1950, Claude Delécluse signe en 1958 Sans l’amour de toi pour Michèle Arnaud et Si l’amour est un péché pour André Dassary. Cette dernière chanson est reprise la même année par Juliette Gréco. Dès 1960, Claude Delécluse fournit des textes à Dalida, dont notamment Les régates de San Francisco et Guitare flamenco.
C’est avec Jean Ferrat que la carrière de Claude Delécluse atteint son sommet avec des titres tels que Les amants de Vérone, Deux enfants au soleil, Le bonheur en 1970 ou Une vie en 1973. Durant cette période Claude Delécluse écrit également pour Jacqueline Dulac, par exemple Lorsqu’on est heureux en 1966, Le lion en 1970 ou Dans le cœur des poètes en 1973. Claude Delécluse a cosigné un grand nombre de ses chansons avec sa compagne Michelle Senlis.

### Vie privée et mort

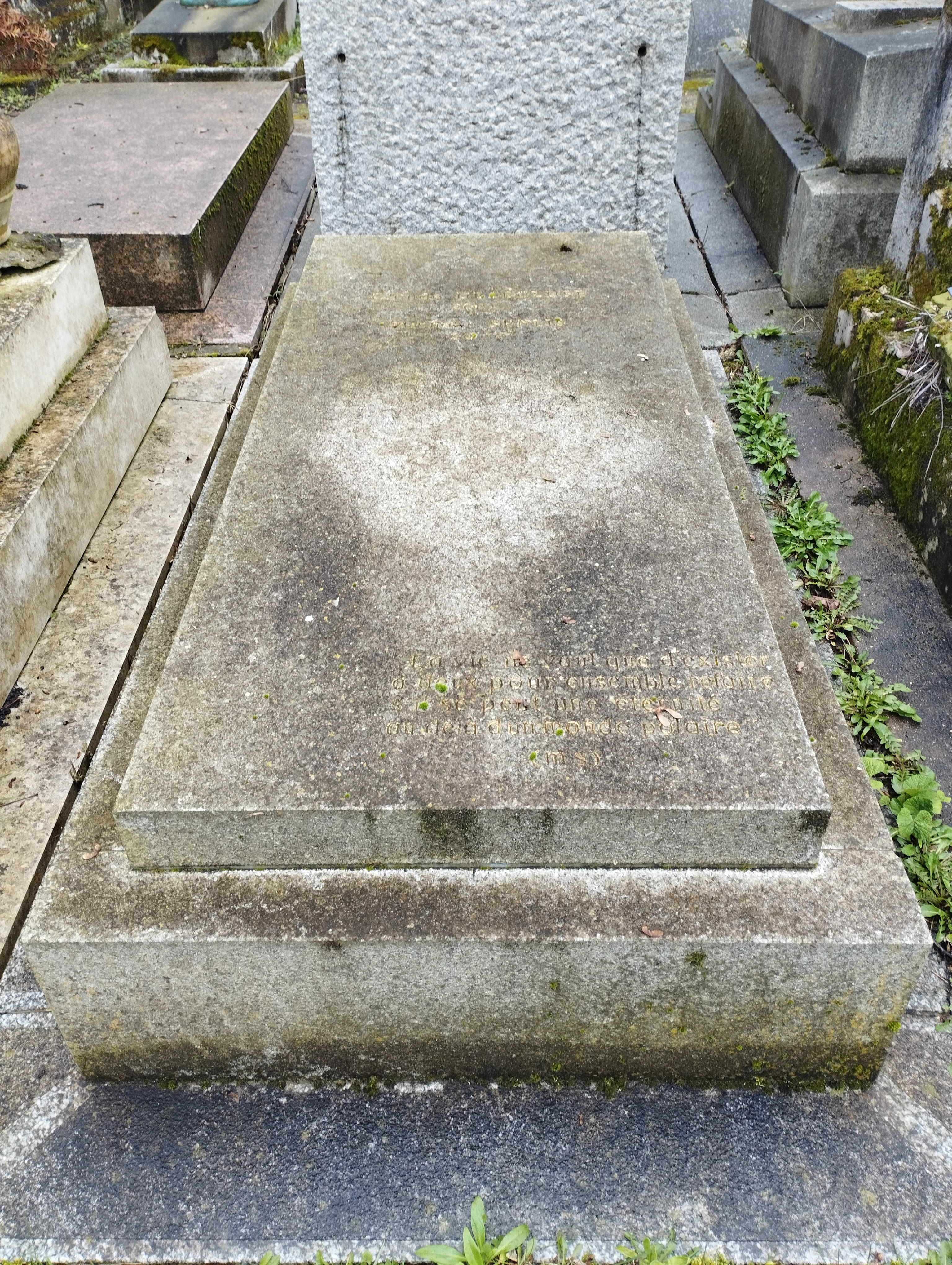
Tombe de Claude Delécluse et Michelle Senlis au cimetière du Père-Lachaise.

Elle est la compagne de Michelle Senlis (1933-2020), également parolière et avec laquelle elle a régulièrement collaboré.
Elles sont toutes deux inhumées au cimetière du Père-Lachaise (89e division).

## Discographie

### Parolière unique
- Deux enfants au soleil (musique de Jean Ferrat), interprètes : Jean Ferrat, Isabelle Aubret, Michèle Arnaud, Christiane Lasquin
- Les amants de Vérone (musique de Jean Ferrat), interprète : Isabelle Aubret
- Raconte-moi la mer (musique de Jean Ferrat), interprète : Jean Ferrat
- Le polonais (musique de Jean Ferrat), interprète : Jean Ferrat
- Lorsqu'on est heureux (musique de Jacqueline Dulac), interprète : Jacqueline Dulac
- Ballade pour celui-là (musique de Jean Bernard), interprète : Jacqueline Dulac
- Le lion (musique de Jacqueline Dulac), interprète : Jacqueline Dulac
- La P... Littéraire (musique de Florence Véran), interprète : Florence Véran
- Si l'amour est un péché (musique de Florence Véran), interprètes : Juliette Gréco, Florence Véran
- À Paris, y a tout ça (musique de Colette Renard), interprète : Colette Renard
- Chez Lolita (musique de Claude-Henri Vic), interprète : Jacqueline Danno
- Les arlequins aux chapeaux bleus (musique de Marc Heyral), interprètes : Hugues Aufray, Denise Lebrun, Violette Renoir, Jean Siegfried
- La colombe et l'olivier (musique de Jacques Hustin), interprète : Jacques Hustin
- Aux fonflons de la fête (musique de Geo & Forster), interprète : Guylaine Guy

### Parolière en collaboration avec Michelle Senlis
- Les Amants d'un jour (musique de Marguerite Monnot), interprètes : Édith Piaf, Gérard Calvi
- C'est à Hambourg (musique de Marguerite Monnot), interprètes : Édith Piaf, Renée Lebas
- Comme moi (musique de Marguerite Monnot), interprète : Édith Piaf
- C'est beau la vie (musique de Jean Ferrat), interprètes : Isabelle Aubret, Jean Ferrat, Jacqueline Dulac, Les Djinns, Dania Rika
- Derrière la rose noire (musique de Jean Ferrat), interprète : Isabelle Aubret
- Les petits bistrots (musique de Jean Ferrat), interprète : Jean Ferrat
- Le bonheur (musique de Jean Ferrat), interprète : Isabelle Aubret
- Les moulins (musique de Jean Ferrat), interprète : Isabelle Aubret
- L'espoir (musique d'Alain Goraguer), interprète : Isabelle Aubret
- L'oiseau de liberté (musique d'Alain Goraguer), interprète : Isabelle Aubret
- Meine Liebe, mon amour (musique de François Rauber), interprète : Isabelle Aubret
- Le plaisir (musique de Claude-Henri Vic), interprète : Christine Sèvres
- Dans le cœur des poètes (musique de Jacqueline Dulac), interprète : Jacqueline Dulac
- Puisque tout renaît (musique de Jacqueline Dulac), interprète : Jacqueline Dulac
- N'en faire qu'à son cœur (musique de Jacqueline Dulac), interprète : Jacqueline Dulac
- Que dire du printemps (musique de Jacqueline Dulac), interprète : Jacqueline Dulac
- Il pleut sur les amandes (musique de Pierre Papadiamandis), interprète : Jacqueline Dulac
- Le printemps à Paris (musique de Jean Bouchety), interprète : Jacqueline Dulac
- Lettre des îles (musique de Francis Lai), interprète : Jacqueline Dulac
- Avoir 20 ans (musique de Barbara Dane), interprète : Jacqueline Dulac
- Oui, Paris c'est ça (musique de Miglardi), interprète : Jacqueline Dulac
- La fête est finie (musique de Marc Heyral), interprète : Juliette Gréco
- Rachel (musique de André Lutereau), interprète : Juliette Gréco
- Lola, Lola (musique de Claude Delécluse), interprète : Francesca Solleville
- Sachez qu'on m'appelle Mary (musique de Jorge Milchberg), interprète : Francesca Solleville
- Il ne verra plus les Antilles (musique de Florence Véran), interprètes : Florence Véran, Eddie Constantine
- C'est pour le mois de mai (musique de Florence Véran), interprètes : Florence Véran, Anny Flore
- Le bel amour (musique de Léo Ferré), interprète : Catherine Sauvage
- C'est un jour à Naples (musique de René Cloërec), interprète : Dalida
- Guitare flamengo (musique de Charles Dumont), interprète : Dalida
- Pain de joie (musique de Charles Dumont), interprète : Lucien Lupi
- Y avait Fanny (musique de Claude Delécluse), interprètes : John William, Armand Mestral, Hugues Aufray
- Jenny la chance (musique de Norbert Glanzberg), interprète : Patachou
- Concerto pour un amour (musique d'Alain Barrière), interprète : Anne Costa
- Sans l'amour de toi (musique de Paul Misraki), interprètes : Michèle Arnaud, Colette Mars, Miguel Amador, Jeannine Michel
- Chanson de Jenny de Kiel (musique d'André Grassi), interprète : Béatrice Arnac
- Le ballon bleu (musique de Mireille), interprètes : Jean-Jacques Debout, Les 3 Ménestrels
- Encore un verre chez Lily (musique de Jean Bernard), interprète : Régine
- La neige est si blanche (musique de Marc Heyral), interprète : Eva
- Bijou-ciné (musique de Marc Heyral), interprète : Jean Siegfried, Nina Franca
- Lui qui avait vingt ans (musique de Janine Bertille), interprète : Janine Bertille